# دیوید اسووبودا
دیوید اسووبودا (انگلیسی: David Svoboda؛ زادهٔ ۱۹ مارس ۱۹۸۵) ورزشکار پنج‌گانه مدرن اهل جمهوری چک است. وی در مسابقات کشوری و بین‌المللی در مجموع برندهٔ ۳ مدال طلا، ۷ مدال نقره، ۵ مدال برنز شده‌است. دیوید برادر دوقلوی ورزشکار سه‌گانه حرفه‌ای توماش اسووبودا است.